# Myzodium knowltoni
Myzodium knowltoni är en insektsart som beskrevs av Smith, C.F. och Robinson 1975. Myzodium knowltoni ingår i släktet Myzodium och familjen långrörsbladlöss. Inga underarter finns listade i Catalogue of Life.